# Johann Gottlieb Walter
Johann Gottlieb Walter (* 1. Juli 1734 in  Königsberg i. Pr.; † 3. Januar 1818 in Berlin) war ein deutscher Anatom und Lehrstuhlinhaber in Berlin.

## Leben
Walter studierte Medizin an der Albertus-Universität und der Charité in Berlin. Dort lernte er bei Johann Nathanael Lieberkühn Verfahren der Herstellung von Injektionspräparaten. 1757 promovierte er an der Brandenburgischen Universität Frankfurt zum Dr. med.
1760 wurde er in Berlin unter Johann Friedrich Meckel Prosektor und a.o. Professor für Anatomie an der Hebammenschule. Nach Meckels Tod folgte er ihm 1774 als Ordinarius auf den Lehrstuhl und war bis zu seinem Tod am Collegium medico-chirurgicum angestellt, wo etwa Barthel von Siebold 1797 zu seinen Schülern gehörte.
Im Dezember 1773 wurde er als ordentliches Mitglied in die Preußische Akademie der Wissenschaften aufgenommen. Am 1. Mai 1794 wurde er in die Royal Society gewählt. Seit 1808 war er auswärtiges Mitglied der Bayerischen Akademie der Wissenschaften. Die Königlich Niederländische Akademie der Wissenschaften (damals Koninklijk Instituut) nahm ihn 1809 als assoziiertes Mitglied auf.
1803 schenkte er der Pépinière einen Prospekt zu seinem, an den preußischen König verkauftes, anatomisches Museum mit 3300 Objekten, das der preußische Staat zur Grundlage des berühmten Anatomisch-Zootomischen Museums der Berliner Universität machte. Den Katalog dieser Sammlung veröffentlichten Walter und sein Sohn Friedrich August Walter 1796 unter dem Titel „Anatomisches Museum“. Bis auf 50 Präparate wurde die Sammlung im Zweiten Weltkrieg bei den Bombardierungen Berlins zerstört; 49 kamen 2006 in die Dauerausstellung des Berliner Medizinhistorischen Museums, eines blieb im Anatomischen Institut der Charité.

## Schriften (Auswahl)
- Betrachtungen über die Geburtstheile des weiblichen Geschlechts. Lange, Berlin 1776. (Digitalisat)
- Abhandlung von troknen Knochen des menschlichen Körpers. Lange, Berlin 1778. (Digitalisat)
- Von der Spaltung der Schaambeine in schweren Geburten. Lange, Berlin/Stralsund 1782. (Digitalisat)
- De morbis peritonaei et apoplexia. Von den Krankheiten des Bauchfells und dem Schlagfluss. Decker, Berlin 1785. (Digitalisat)
- Museum anatomicum. Wegener, Berlin 1802. (Digitalisat)